# Carl Dorno
Carl Dorno (Königsberg (Poroszország), 1865. augusztus 3. – Davos, 1942. április 22.) német természettudós. A sugárklimatológia megalapítójaként tartják számon.

## Élete
Miután befejezte kereskedelmi képzését, és ideiglenesen átvette apja königsbergi áruházát, Dorno közgazdaságtant és jogot tanult az Königsbergi Albertus Egyetemen. 1884-ben a CorpsHansea Königsberg hadtest tagja lett. 1891-ben átvette apja kereskedelmi vállalatát. 1899-től Halléban, majd Königsbergben természettudományi tanulmányokat folytatott, ahol 1904-ben kémiából doktorált.
Ugyanebben az évben elment tuberkulózisban szenvedő lányával a svájci hegyi üdülőhelyre, Davosba, ahol megpróbálta kideríteni a hely gyógyító erejének okát. Háza tetején meteorológiai állomást állított fel, amely 1907-ben a Davosi Fizikai-Meteorológiai Obszervatórium (PMOD) lett, s amelyet ő 1921-ig vezetett.
A Studie über Licht und Luft in des Hochgebirges (Braunschweig, 1911) című tanulmánya megalapozta a sugárklimatológiát. A magashegyi éghajlat gyógyító hatását a beteg szervezetet erősítő serkentő hatások és a szervezetet a túlzott éghajlati igényektől védő faktorok kombinációjának tekintette. Bevezette a hűtési mennyiség fogalmát és Rudolf Thileniusszal együtt kifejlesztette a frigorimétert. Dorno intenzíven tanulmányozta az ibolyántúli sugárzás biológiai hatásait is. A biológiailag aktív UV-B sugárzást róla nevezték el Dorno-sugárzásnak.
Három különösen fontos éghajlattípusról publikált műveket: az 1500 és 2500 m közötti alpesi magassági klímáról, a rendkívül száraz sivatagi klímáról és a svájci Alpok déli részének enyhe, napos éghajlatáról.
Az 1914-től 1923-ig tartó német infláció megfosztotta németországi vagyonától, így 1922-ben be kellett kapcsolódnia a PMOD-be, az újonnan alapított '"Hochgebirgsphysiologie und Tuberculoserforschung Institute-hoz . Amikor 1926-ban lemondott, az obszervatórium teljesen beépült az alapítványba.
1938-ban volt feleségével utoljára Königsbergben, ahol volt egy háza az Oberteichen. Leánya 1941 októberében bekövetkezett halála után teljesen vakon véget vetett életének. 

## Kitüntetései és elismerései
- Tiszteletbeli professzor (porosz kormány, 1917)
- Ezüst Leibniz-érem (1919)
- Dr. med. h. c., Bázeli Egyetem (1922)
- Felvétel a Német Természettudósok Leopoldina Akadémiájára (1925)
- Davos díszpolgára

## Fordítás
- Ez a szócikk részben vagy egészben  a   Carl Dorno című német Wikipédia-szócikk ezen változatának fordításán alapul.  Az eredeti cikk szerkesztőit annak laptörténete sorolja fel. Ez a jelzés csupán a megfogalmazás eredetét és a szerzői jogokat jelzi, nem szolgál a cikkben szereplő információk forrásmegjelöléseként.